# U-68 (1940)
| U-68                                                  | U-68 | U-68 |
| ----------------------------------------------------- | --- | --- |
|                                                       | | |
|                                                       | | |
| Зображення підводного човна U-505, однотипного з U-68 | | |
| Під прапором                                          | Третій Рейх | Третій Рейх |
| Спуск на воду                                         | 22 жовтня 1940 року | 22 жовтня 1940 року |
| Виведений зі складу флоту                             | 1 лютого 1941 року | 1 лютого 1941 року |
| Сучасний статус                                       | 10 квітня 1944 року потоплений глибинними бомбами та ракетами американських «Евенджерів» і «Вайлдкетів» з ескортного авіаносця «Гуадалканал»                               | 10 квітня 1944 року потоплений глибинними бомбами та ракетами американських «Евенджерів» і «Вайлдкетів» з ескортного авіаносця «Гуадалканал»                               |
| Проєкт                                                | | |
| Тип ПЧ                                                | Торпедний ДПЧ | Торпедний ДПЧ |
| Розробник проєкту                                     | Deutsche Schiff- und Maschinenbau, AG Weser, Бремен | Deutsche Schiff- und Maschinenbau, AG Weser, Бремен |
| Основні характеристики                                | | |
| Швидкість (надводна)                                  | 17,9 вузла | 17,9 вузла |
| Швидкість (підводна)                                  | 7,0 вузла | 7,0 вузла |
| Робоча глибина занурення                              | 100 м | 100 м |
| Гранична глибина занурення                            | 230 м | 230 м |
| Автономність плавання                                 | 63 милі (117 км) км на швидкості 4 вузли (7,4 км/год) (у підводному положенні) 13 450 морських миль (24 910 км на швидкості 10 вузлів (19 км/год) (у надводному положенні) | 63 милі (117 км) км на швидкості 4 вузли (7,4 км/год) (у підводному положенні) 13 450 морських миль (24 910 км на швидкості 10 вузлів (19 км/год) (у надводному положенні) |
| Екіпаж                                                | 48 осіб | 48 осіб |
| Розміри                                               | | |
| Довжина найбільша (по КВЛ)                            | 76,76 м | 76,76 м |
| Ширина корпусу найб.                                  | 6,76 м | 6,76 м |
| Висота                                                | 9,6 м | 9,6 м |
| Середня осадка (по КВЛ)                               | 4,70 | 4,70 |
| Водотоннажність надводна                              | 1120 т | 1120 т |
| Озброєння                                             | | |
| Артилерія                                             | 1 × 88-мм палубна гармата SK C/32 | 1 × 88-мм палубна гармата SK C/32 |
| Торпедно- мінне озброєння                             | 4 носових і два кормових ТА. 22 торпеди або 44 міни TMA чи 66 TMB | 4 носових і два кормових ТА. 22 торпеди або 44 міни TMA чи 66 TMB |
| ППО                                                   | 1 × 37-мм зенітна гармата SKC/30 2 × 20-мм зенітні гармати FlaK 30 | 1 × 37-мм зенітна гармата SKC/30 2 × 20-мм зенітні гармати FlaK 30 |

U-68 — німецький підводний човен типу IX C, що входив до складу крігсмаріне за часів Другої світової війни. Закладений 20 квітня 1940 року на верфі компанії Deutsche Schiff- und Maschinenbau, AG Weser, Бремен. Спущений на воду 22 жовтня 1940 року, 1 лютого 1941 року корабель увійшов до складу ВМС нацистської Німеччини. Першим командиром став корветтен-капітан Карл-Фрідріх Мертен.

## Історія
U-68 належав до німецьких великих океанських підводних човнів типу IX C. Службу проходив у складі 2-ї флотилії підводних човнів Крігсмаріне. З червня 1941 і до останнього походу у квітні 1944 року U-68 здійснив 10 бойових походів в Атлантичний океан. Підводний човен потопив 32 судна, сумарною водотоннажністю 197 453 брутто-реєстрові тонни, а також потопив один допоміжний військовий корабель (545 GRT), ставши дев'ятим серед найрезультативніших підводних човнів Крігсмаріне у Другій світовій війні.
10 квітня 1944 року під час останнього десятого бойового походу виявлений патрульною авіацією союзників та затоплений північно-західніше острову Мадейра глибинними бомбами та ракетами двох американських «Евенджерів» і «Вайлдкета» з ескортного авіаносця «Гуадалканал». 56 членів екіпажу загинули, лише один німецький моряк врятувався.

## Командири
- Корветтен-капітан Карл-Фрідріх Мертен (11 лютого 1941 — 21 січня 1943)
- Оберлейтенант-цур-зее Альберт Лауцеміс (21 січня — 16 червня 1943)
- Оберлейтенант-цур-зее Еккегард Шерраус (14 червня — липень 1943)
- Оберлейтенант-цур-зее Гергард Зегаузен (липень — 29 липня 1943)
- Оберлейтенант-цур-зее Альберт Лауцеміс (30 липня 1943 — 10 квітня 1944)

## Перелік затоплених U-68 суден у бойових походах
| №                                                         | Дата              | Назва                   | Тип                | Належність                              | Водотоннажність (брт) | Вантаж | Конвой        | Результат та координати                                                | Наслідки атаки для екіпажу         | Прим. |
| --------------------------------------------------------- | ----------------- | ----------------------- | ------------------ | --------------------------------------- | --------------------- | --- | ------------- | ---------------------------------------------------------------------- | ---------------------------------- | ----- |
| Другий похід (11.09—25.12.1941, 106 діб; Лор'ян—Лор'ян)   |                   |                         |                    |                                         |                       | |               |                                                                        |                                    |       |
| 1                                                         | 22 вересня 1941   | Silverbelle             | вантажне судно     | Велика Британія                         | 5 302                 | 6000 тонн фосфатів та генерального вантажу, зокрема пальмового масла, мідь та какао-боби | Конвой SL 87  | потоплено 25°45′ пн. ш. 24°00′ зх. д. / 25.750° пн. ш. 24.000° зх. д.  | 60 (усі вціліли)                   |       |
| 2                                                         | 22 жовтня 1941    | Darkdale                | танкер-заправник   | Військово-морські сили Великої Британії | 8 145                 | 3000 тонн флотського мазуту, 850 тонн авіаційного гасу, 500 тонн дизельного палива та змащувальних масел                                                                                       |               | потоплений 15°55′ пн. ш. 5°43′ зх. д. / 15.917° пн. ш. 5.717° зх. д.   | 50 (41 загиблий та 9 вцілілих)     |       |
| 3                                                         | 28 жовтня 1941    | Hazelside               | суховантажне судно | Велика Британія                         | 5 297                 | 3476 тонн генеральних вантажів, у тому числі військове майно |               | потоплено 23°10′ пд. ш. 1°36′ сх. д. / 23.167° пд. ш. 1.600° сх. д.    | 46 (2 загиблих та 44 вцілілих)     |       |
| 4                                                         | 1 листопада 1941  | Bradford City           | суховантажне судно | Велика Британія                         | 4 953                 | 9500 тонн цукру та рому |               | потоплено 22°59′ пд. ш. 9°49′ сх. д. / 22.983° пд. ш. 9.817° сх. д.    | 45 (усі вижили)                    |       |
| Третій похід (11.02—13.04.1942, 62 доби; Лор'ян—Лор'ян)   |                   |                         |                    |                                         |                       | |               |                                                                        |                                    |       |
| 5                                                         | 3 березня 1942    | Helenus                 | вантажне судно     | Велика Британія                         | 7 366                 | генеральні вантажі, у тому числі 4248 тонн гуми та 1350 тонн міді |               | потоплено 6°01′ пн. ш. 12°02′ зх. д. / 6.017° пн. ш. 12.033° зх. д.    | 91 (5 загинуло та 86 вижили)       |       |
| 6                                                         | 8 березня 1942    | Baluchistan             | вантажне судно     | Велика Британія                         | 6 992                 | 8000 тонн генерального вантажу |               | потоплено 4°13′ пн. ш. 8°32′ зх. д. / 4.217° пн. ш. 8.533° зх. д.      | 71 (3 загинуло та 68 вижили)       |       |
| 7                                                         | 16 березня 1942   | Baron Newlands          | вантажне судно     | Велика Британія                         | 3 386                 | 4800 тонн марганцевої руди |               | потоплено 4°35′ пн. ш. 8°32′ зх. д. / 4.583° пн. ш. 8.533° зх. д.      | 38 (18 загиблих та 20 вцілілих)    |       |
| 8                                                         | 17 березня 1942   | Ile de Batz             | вантажне судно     | Велика Британія                         | 5 755                 | 6605 тонн генерального вантажу та рис |               | потоплено 4°04′ пн. ш. 8°04′ зх. д. / 4.067° пн. ш. 8.067° зх. д.      | 43 (4 загиблих та 39 вцілілих)     |       |
| 9                                                         | 17 березня 1942   | Scottish Prince         | вантажне судно     | Велика Британія                         | 4 917                 | 6000 тонн пальмових ядер, 600 тонн касторового насіння та 900 тонн чавуну |               | потоплено 4°10′ пн. ш. 8°00′ зх. д. / 4.167° пн. ш. 8.000° зх. д.      | 39 (1 загинув та 38 вціліло)       |       |
| 10                                                        | 17 березня 1942   | Allende                 | вантажне судно     | Велика Британія                         | 5 081                 | 7700 тонн генерального вантажу |               | потоплено 4°00′ пн. ш. 7°44′ зх. д. / 4.000° пн. ш. 7.733° зх. д.      | 43 (5 загиблих та 38 вцілілих)     |       |
| 11                                                        | 30 березня 1942   | Muncaster Castle        | вантажне судно     | Велика Британія                         | 5 853                 | 265 пасажирів та 3000 тонн урядового війна та вантажівки | Конвой ST 18  | потоплено 2°02′ пн. ш. 12°02′ зх. д. / 2.033° пн. ш. 12.033° зх. д.    | 353 (24 загиблих та 329 вцілілих)  |       |
| Четвертий похід (14.05—10.07.1942, 58 діб; Лор'ян—Лор'ян) |                   |                         |                    |                                         |                       | |               |                                                                        |                                    |       |
| 12                                                        | 5 червня 1942     | L.J. Drake              | танкер             | Сполучені Штати Америки                 | 6 693                 | 72961 тонна бензину |               | потоплений 17°30′ пн. ш. 68°20′ зх. д. / 17.500° пн. ш. 68.333° зх. д. | 41 (усі загинули)                  |       |
| 13                                                        | 6 червня 1942     | MV C. O. Stillman       | нафтовий танкер    | Панама                                  | 13 006                | 125 812 барелів флотського мазуту та 39 тонн сухих вантажів |               | потоплений 17°33′ пн. ш. 67°55′ зх. д. / 17.550° пн. ш. 67.917° зх. д. | 58 (3 загинули та 55 вижило)       |       |
| 14                                                        | 10 червня 1942    | Surrey                  | вантажне судно     | Велика Британія                         | 8 581                 | 9180 тонн генерального вантажу, зокрема 2600 тонн боєприпасів, танки, гармати та продукції машинобудування                                                                                     |               | потоплено 12°45′ пн. ш. 80°20′ зх. д. / 12.750° пн. ш. 80.333° зх. д.  | 67 (12 загинули та 55 вижило)      |       |
| 15                                                        | 10 червня 1942    | Ardenvohr               | вантажне судно     | Велика Британія                         | 5 025                 | 8900 тонн генерального вантажу, зокрема 2600 тонн боєприпасів, танки, гармати та продукції машинобудування                                                                                     |               | потоплено 12°45′ пн. ш. 80°20′ зх. д. / 12.750° пн. ш. 80.333° зх. д.  | 71 (1 загинув та 70 вижили)        |       |
| 16                                                        | 10 червня 1942    | Port Montreal           | вантажне судно     | Велика Британія                         | 5 882                 | 7500 тонн боєприпасів та 14 літаків |               | потоплено 12°17′ пн. ш. 80°20′ зх. д. / 12.283° пн. ш. 80.333° зх. д.  | 88 (1 загинули та 86 вижили)       |       |
| 17                                                        | 15 червня 1942    | Frimaire                | танкер             | Вільна Франція                          | 9 242                 | баласт |               | потоплений 11°50′ пн. ш. 73°40′ зх. д. / 11.833° пн. ш. 73.667° зх. д. | 60 (усі загинули)                  |       |
| 18                                                        | 23 червня 1942    | Arriaga                 | танкер             | Панама                                  | 2 345                 | 3100 тонн свіжої води для нафтопереробного заводу на Арубі |               | потоплений 13°08′ пн. ш. 72°16′ зх. д. / 13.133° пн. ш. 72.267° зх. д. | 25 (один загинув та 24 вціліли)    |       |
| П'ятий похід (20.08—6.12.1942, 109 діб; Лор'ян—Лор'ян)    |                   |                         |                    |                                         |                       | |               |                                                                        |                                    |       |
| 19                                                        | 12 вересня 1942   | Trevilley               | вантажне судно     | Велика Британія                         | 5 296                 | 6000 тонн генерального вантажу та військового майна | Конвой OS 38  | потоплено 4°30′ пд. ш. 7°50′ зх. д. / 4.500° пд. ш. 7.833° зх. д.      | 43 (усі вціліли)                   |       |
| 20                                                        | 15 вересня 1942   | Breedijk                | вантажне судно     | Нідерланди                              | 6 861                 | 7700 тонн генерального вантажу, у тому числі чай, джут та 2000 тонн чавуну |               | потоплено 5°05′ пд. ш. 8°54′ зх. д. / 5.083° пд. ш. 8.900° зх. д.      | 52 (2 загинули та 50 вціліли)      |       |
| 21                                                        | 8 жовтня 1942     | Koumoundouros           | вантажне судно     | Греція                                  | 3 598                 | 5539 тонн кукурудзи |               | потоплено 34°10′ пд. ш. 17°07′ сх. д. / 34.167° пд. ш. 17.117° сх. д.  | 31 (5 загинули та 26 вціліли)      |       |
| 22                                                        | 8 жовтня 1942     | Gaasterkerk             | вантажне судно     | Нідерланди                              | 8 679                 | баласт |               | потоплено 34°20′ пд. ш. 18°10′ сх. д. / 34.333° пд. ш. 18.167° сх. д.  | 64 (усі вціліли)                   |       |
| 23                                                        | 8 жовтня 1942     | Swiftsure               | танкер             | Сполучені Штати Америки                 | 8 207                 | 70 000 барелів дизельного палива |               | потоплений 34°40′ пд. ш. 18°25′ сх. д. / 34.667° пд. ш. 18.417° сх. д. | 33 (усі вціліли)                   |       |
| 24                                                        | 8 жовтня 1942     | Sarthe                  | вантажне судно     | Велика Британія                         | 5 271                 | баласт |               | потоплено 34°50′ пд. ш. 18°40′ сх. д. / 34.833° пд. ш. 18.667° сх. д.  | 57 (усі вціліли)                   |       |
| 25                                                        | 9 жовтня 1942     | Examelia                | вантажне судно     | Сполучені Штати Америки                 | 4 981                 | 5776 тонн хромової руди, джут та прядиво |               | потоплено 34°52′ пд. ш. 18°30′ сх. д. / 34.867° пд. ш. 18.500° сх. д.  | 57 (усі вціліли)                   |       |
| 26                                                        | 9 жовтня 1942     | Belgian Fighter         | вантажне судно     | Бельгія                                 | 5 403                 | 2500 тонн марганцевої руди |               | потоплено 35°00′ пд. ш. 18°30′ сх. д. / 35.000° пд. ш. 18.500° сх. д.  | 54 (5 загиблих та 49 вцілілих)     |       |
| 27                                                        | 6 листопада 1942  | City of Cairo           | пасажирське судно  | Велика Британія                         | 8 034                 | 7422 тонни генерального вантажу, чавун, лісоматеріали, шерсть, бавовна, марганцеві руди та 2000 ящиків із срібними монетами                                                                    |               | потоплено 23°30′ пд. ш. 5°30′ зх. д. / 23.500° пд. ш. 5.500° зх. д.    | 311 (104 загиблих та 207 вцілілих) |       |
| Шостий похід (3.02—7.05.1943, 94 доби; Лор'ян—Лор'ян)     |                   |                         |                    |                                         |                       | |               |                                                                        |                                    |       |
| 28                                                        | 13 березня 1943   | Cities Service Missouri | танкер             | Сполучені Штати Америки                 | 7 506                 | 24 000 барелів водного баласту | Конвой GAT 49 | потоплено 14°50′ пн. ш. 71°46′ зх. д. / 14.833° пн. ш. 71.767° зх. д.  | 54 (2 загиблих та 52 вціліли)      |       |
| 29                                                        | 13 березня 1943   | Ceres                   | вантажне судно     | Нідерланди                              | 2 680                 | 3386 тонн генерального вантажу, зокрема продовольство, продукція машинобудування, гелій та моторні човни                                                                                       | Конвой GAT 49 | потоплено 14°50′ пн. ш. 71°46′ зх. д. / 14.833° пн. ш. 71.767° зх. д.  | 39 (2 загиблих та 37 вціліли)      |       |
| Дев'ятий похід (8.09—23.12.1943, 107 діб; Лор'ян—Лор'ян)  |                   |                         |                    |                                         |                       | |               |                                                                        |                                    |       |
| 30                                                        | 21 жовтня 1943    | HMS Orfasy (T 204)      | військовий траулер | Військово-морські сили Великої Британії | 545                   | |               | потоплений 5°58′ пн. ш. 11°30′ зх. д. / 5.967° пн. ш. 11.500° зх. д.   | 34 (усі загинули)                  |       |
| 31                                                        | 22 жовтня 1943    | Litiopa                 | танкер             | Норвегія                                | 5 356                 | баласт |               | потоплений 6°18′ пн. ш. 11°55′ зх. д. / 6.300° пн. ш. 11.917° зх. д.   | 35 (усі вціліли)                   |       |
| 32                                                        | 31 жовтня 1943    | New Columbia            | вантажне судно     | Велика Британія                         | 6 574                 | 5500 тонн продукції африканського виробництва, у тому числі 2500 тонн бавовни, 1500 тонн міді, 600 тонн пива, 350 тонн пальмової олії, 350 тонн копри, 100 тонн горіху, 100 тонн рису та пошта |               | потоплено 4°25′ пн. ш. 5°03′ сх. д. / 4.417° пн. ш. 5.050° сх. д.      | 84 (усі вціліли)                   |       |
| 33                                                        | 30 листопада 1943 | Fort de Vaux            | вантажне судно     | Франція                                 | 5 186                 | 5300 тонн кави, бавовни, лісу та пальмової олії |               | потоплено 6°32′ пн. ш. 12°20′ зх. д. / 6.533° пн. ш. 12.333° зх. д.    | 61 (усі вціліли)                   |       |